# Edgar Dutka
Edgar Dutka (* 21. Mai 1941 in Wiener Neustadt, Österreich) ist ein tschechischer Prosaist, Drehbuchautor, Regisseur und Dramaturg.

## Leben
Nach der Festnahme seiner Mutter wegen staatsfeindlicher Tätigkeit wurde er kurz nach dem Machtantritt der Kommunisten in ein Kinderheim eingewiesen. Auf den Erfahrungen dieser Jahre basiert das Erzählmosaik Waisenhausgasse 5, das Dutka wie andere Texte erst nach Ende des kommunistischen Regimes veröffentlichen konnte. 2004 folgte der mit dem tschechischen Staatspreis für Literatur ausgezeichnete Roman Fräulein, der Hundefänger kommt! Seit 1974 ist Dutka als Drehbuchautor, Regisseur und Dramaturg von Zeichentrickfilmen tätig. Er lebt in Prag.

## Werke
- Fräulein, der Hundefänger kommt!, Roman, Braumüller Literaturverlag, Wien 2009. ISBN 978-3-99200-000-5.
- Waisenhausgasse 5, Prosa, Braumüller Literaturverlag, Wien 2011. ISBN 978-3-99200-042-5.